# 冰磧物

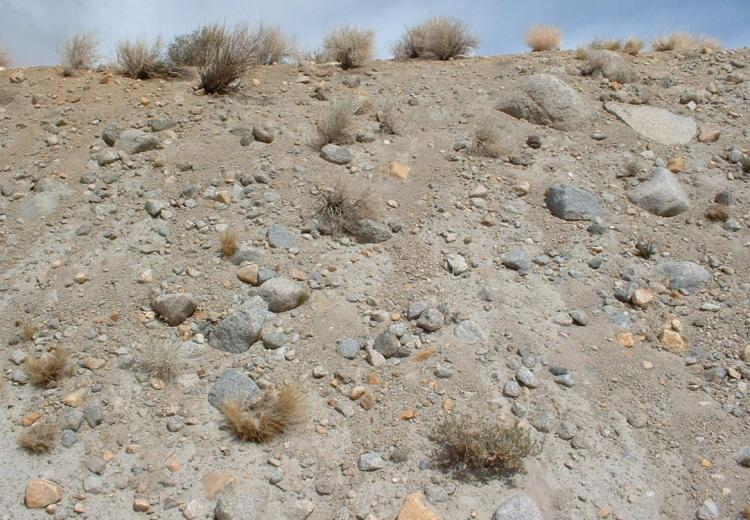
冰磧物

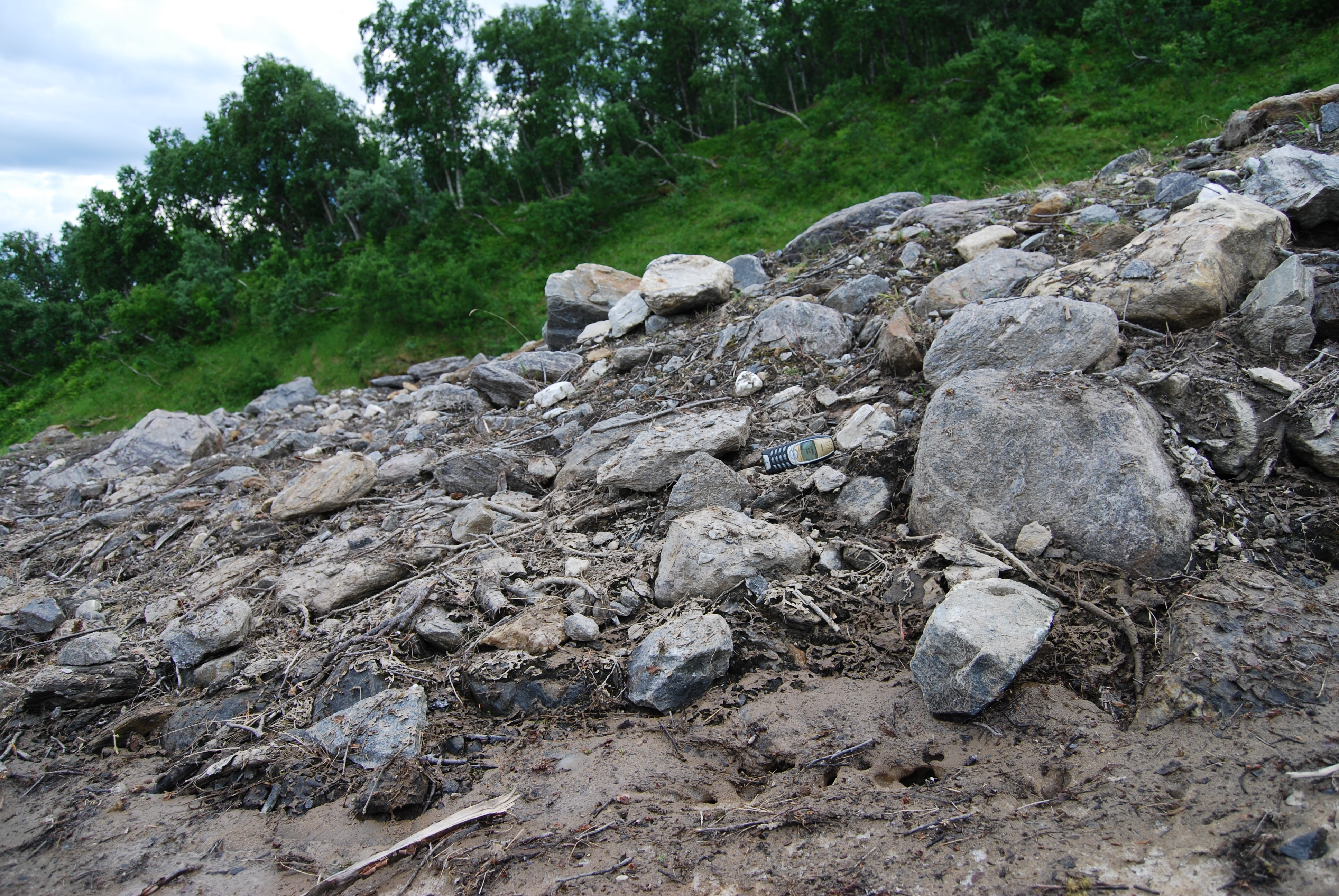
因雪崩而形成的冰磧物

冰磧物是指在冰川作用下由侵蝕所形成的沉積物。由於未經分選，故顆粒大可至大石，小可至粉砂。可經成岩作用成為冰磧石。

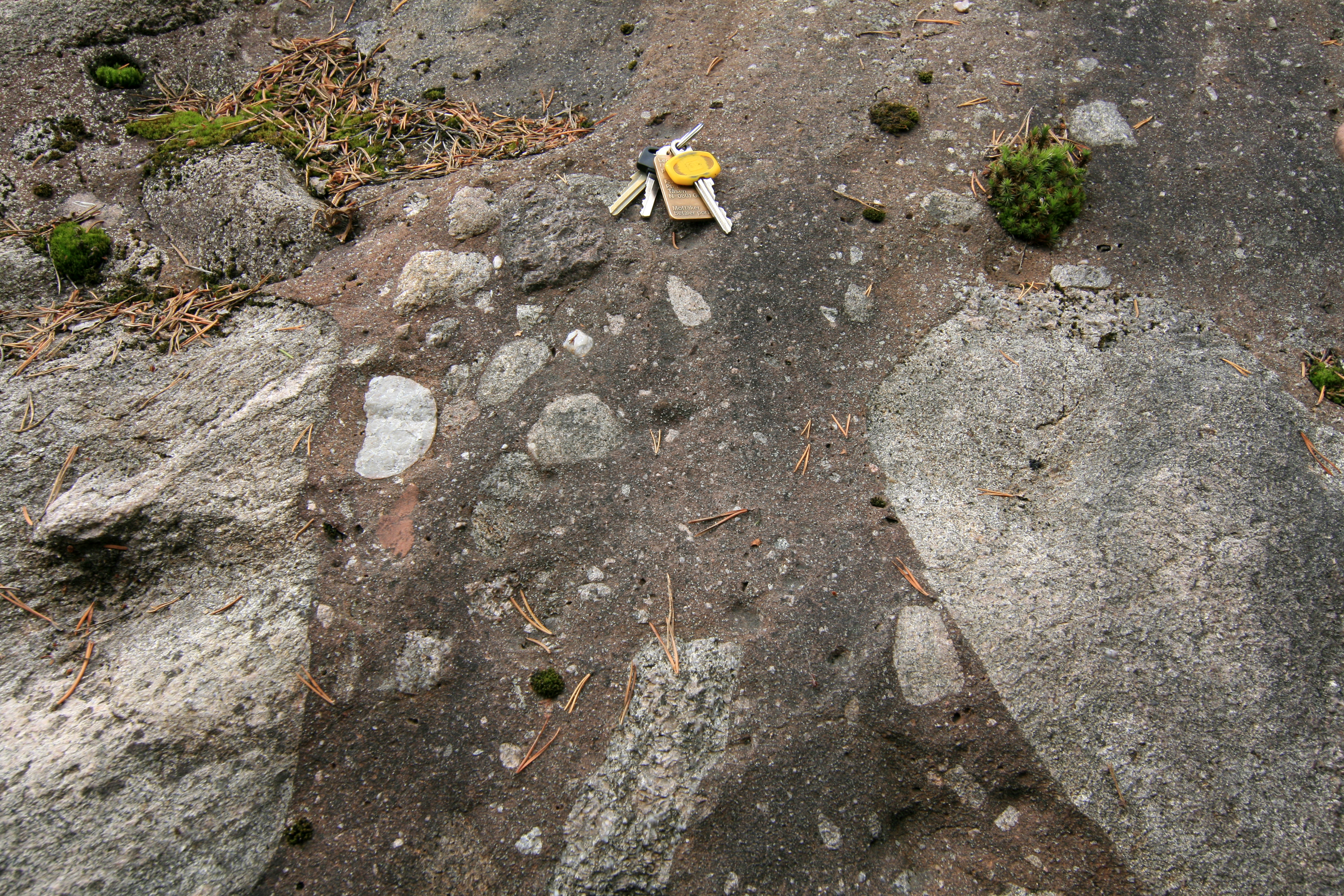
冰磧石，可見其顆粒大小差別之大

冰磧物有不同的分类标准，如可分为原生矿床和次生矿床。